# Signaltransduktion

Ett antal signaltransduktionsvägar och dess överkorsningar.

Signaltransduktion innebär de intracellulära processer som sker då ett extracellulärt ligand binder och aktiverar en receptor. Detta leder till en signalkaskad av så kallade sekundära budbärare inne i cellen. 
Det finns ett stort antal intracellulära signaltransduktionsvägar, som är delvis beroende av dess receptor:
- Extracellulära receptorer
  - G-proteinkopplade receptorer
  - Tyrosinkinasreceptorer
  - Cytokinreceptorer
  - Notch-receptorer
  - Ligandstyrda jonkanaler
- Intracellulära receptorer
  - Nuklerära receptorer
    - Steroidreceptorer
    - retinolsyrereceptorer

  - Cytoplasmatiska receptorer
  - Gasoreceptorer

Till signaltransduktionsvägarna hör:
- CAMP-beroende signaltransduktionsvägen
- MAPK/ERK-signaltransduktionsvägen
- PI3K/AKT/mTOR-signaleringsvägen
- JAK-STAT-signaltransduktionsvägen
- Fosfolipas C-relaterade signaltransduktionsvägarna
- Notch-signaltransduktionsvägen
- TGFβ-signaltransduktionsvägen
- CaM-kinase-signaltransduktionsvägen
- Wnt-signaleringsvägen

## Signaltransduktion
När receptorn aktiverats kommer den i sin tur att påverka aktiviteten hos en lång rad andra proteiner i cellen, detta sker genom:
- Fosforylering - kinaser fosforylerar proteiner så att de aktiveras/deaktiveras.
- Konformationsändringar - Inbindning av andra proteiner påverkar konformationen (3d-strukturen) hos andra proteiner, vilket påverkar dess aktivitet.

Genom att receptorn aktiverar ett visst antal proteiner, som i sin tur aktiverar ett större antal proteiner, så kan signaleringen amplifieras avsevärt, så att en liten signalering kan medföra en stor metabol förändring inne i cellen. Gasoreceptorer binder gasformiga lösta ämnen såsom eten, kväveoxid eller kolmonoxid. Gasoreceptorer kan vara både cytoplasmatiska eller membranenzymer och transkriptionsfaktorer.

## Cellulära svar
Signaltransduktionen leder slutligen till aktivering eller deaktivering av ett eller flera målprotein. Dessa hör i huvudsak till en av tre grupper:
- Proteiner för genreglering, det vill säga proteiner som leder till förändrat genuttryck (exempelvis histondeacetylaser, transkriptionsfaktorer, eller proteiner som påverkar transkriptionsfaktorer.
- Metaboliska enzym, som påverkar aktiviteten hos enzym involverade i metabolismen av olika substrat i cellen.
- Strukturella proteiner i cytoskelettet, förändring av dessa leder motilitet eller ändrar form hos cellen.